# Terranjou
Terranjou is een gemeente in het Franse departement Maine-et-Loire in de regio Pays de la Loire. De plaats maakt deel uit van het arrondissement Angers. Terranjou telde op 1 januari 2022 3.885 inwoners.

## Geschiedenis
Terranjou is op 1 januari 2017 ontstaan door de fusie van de gemeenten Chavagnes, Notre-Dame-d'Allençon en Martigné-Briand. 

## Geografie
De oppervlakte van Terranjou bedroeg op 1 januari 2022 57,05 vierkante kilometer; de bevolkingsdichtheid was toen 68,1 inwoners per km².

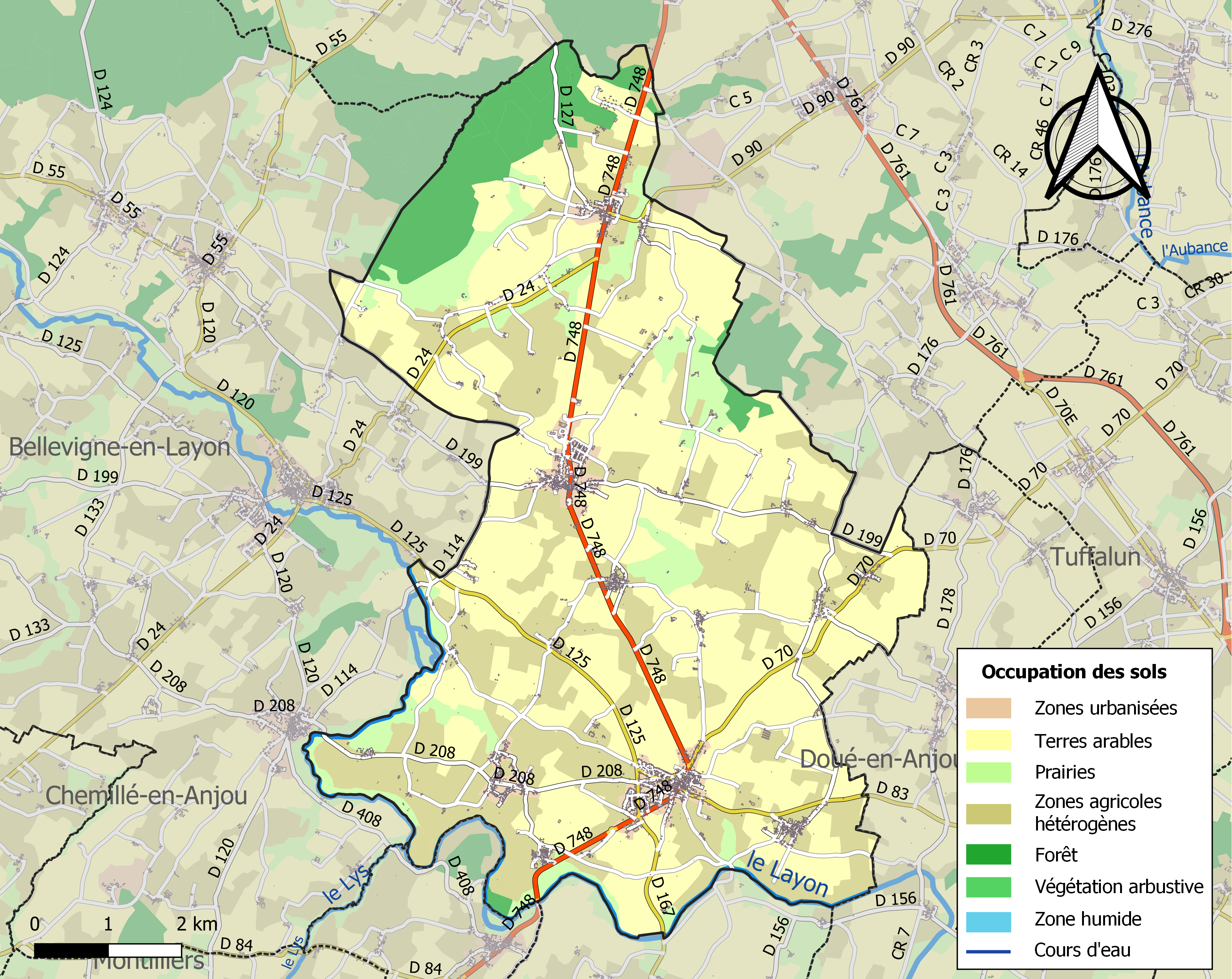
Kaart van de gemeente met de belangrijkste infrastructuur, bodemgebruik en omliggende gemeenten